# سيد عامر (عنافجة)
سيد عامر (بالفارسية: سیدعامر) هي قرية وتقع في إيران في قسم عنافجة الريفي.